# Hieronymus Francken I
Hieronymus Francken I nebo Hieronymus Francken starší (asi 1540, Herentals – 1610, Paříž) byl renesanční vlámský malíř a významný člen rodiny umělců Franckenů. Po dokončení malířské výuky v Antverpách působil hlavně ve Francii, kde se stal dvorním malířem u francouzského dvora. Jeho kompozice s elegantními skupinami tanečních postav, hudebníků a dvořanů předjímají vývoj tohoto žánru v 17. století.

## Životopis
Hieronymus Francken se narodil v Herentals v provincii Antverpy jako syn malíře Nicolaese Franckena. Jeho otec se později usadil v Antverpách a byl pravděpodobně jeho prvním učitelem. Jeho bratři Frans Francken I. a Ambrosius Francken I. se stali také úspěšnými malíři.
Autor uměleckých životopisů z počátku 17. století Karla van Mandera ho ve své knize uvádí třikrát, vždy pod jiným jménem: Ieroon Francken van Herenthals, Ieroon Vrancks a Ieroon Franck a píše, že Francken byl žákem Franse Florise. Pravděpodobně spolupracoval s Florisem počátkem 60. let 15. století.
Není jasné, zda po ukončení výuky v Antverpách odcestoval do Itálie. Tuto možnost naznačuje jeho obraz z roku 1565, zobrazující scénu z karnevalu v Benátkách (v muzeu Suermondt-Ludwig v Cáchách).
V letech 1566 až 1572 žil ve Francii, kde byl jedním z malířů najatých pro výzdobu paláce ve Fontainebleau. Cornelis Floris, antverpský architekt a bratr Franckenova mistra Franse Florise, poslal svého syna v roce 1568 do Paříže, aby se u Hieronymuse učil malovat. V roce 1570 se stal Hieronymus v Paříži malířským mistrem a v roce 1572 naturalizovaným francouzským občanem. Pravidelně se vracel do Antverp. V roce 1571 byl zpět v Antverpách, aby dokončil obraz Klanění tří králů, který nechal Frans Floris nedokončený, když v roce 1570 zemřel. V roce 1574 byl opět doložen jeho pobyt v Antverpách.
V roce 1571 spolupracoval se svým mladším bratrem Fransem Franckenem I. na velkém obraze Klanění tří králů (Brusel, Královské muzeum výtvarných umění v Belgii a Londýně, Brompton Oratory), který je podepsán oběma bratry. Bratři do obrazu vložili své autoportréty: Hieronymus na levé straně a Frans na pravé straně triptychu. Od roku 1578 až do své smrti žil Hieronymus v Paříži a Fontainebleau. V roce 1578 se Hieronymus podruhé oženil. Jeho druhou manželkou byla Françoise Miraille, dcera italského vyšívače, který byl také vrátným Madame de la Roche-sur-Yon v Tournon Street. Pár měl spolu sedm dětí, v roce 1619 byly čtyři jeho děti stále naživu. Jeho dcera Isabella Francken (1628-1664) se stala také malířkou, malovala historické a žánrové obrazy. Byla úspěšná a oblíbená u vyšší střední třídy. Je také možné, že podnikala jako obchodnice s uměním.

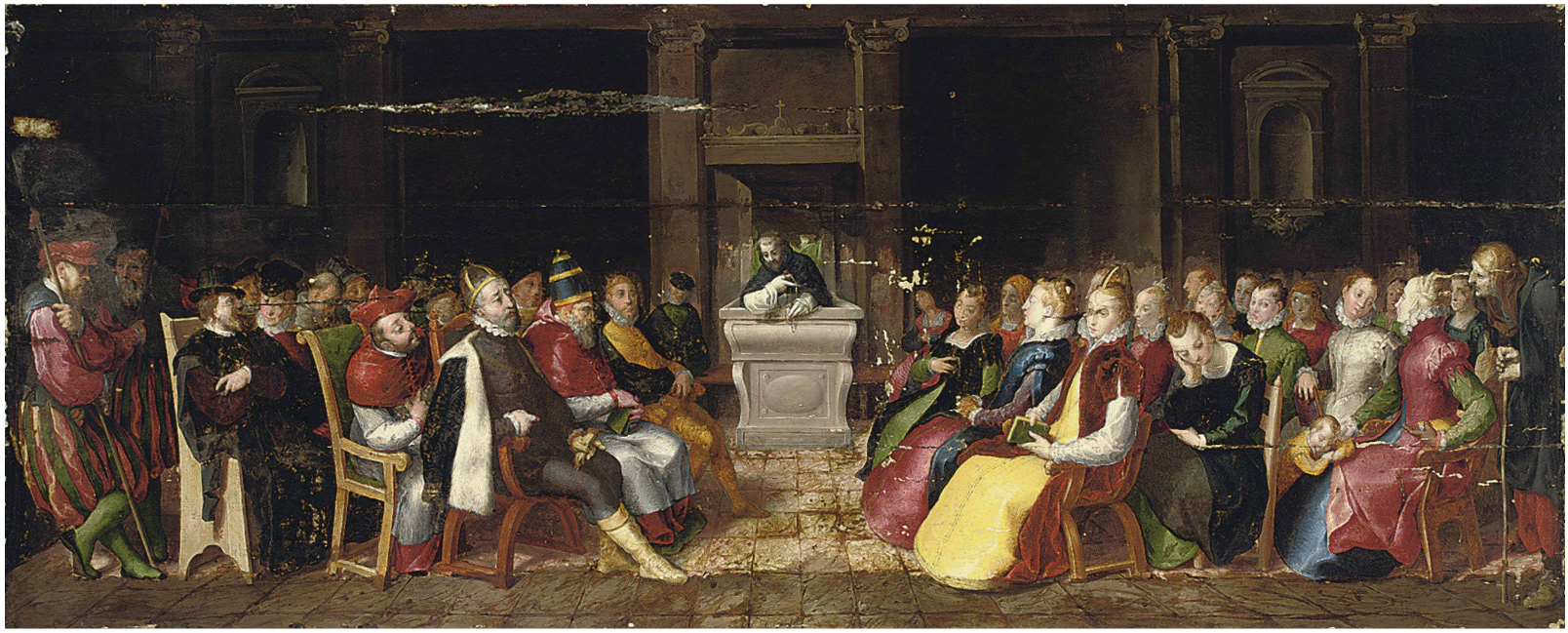
Vanitas, Capriccio Capriccio (malířství) kázání dominikánů císaři Karlu V. (mezi lety 1583 a 1610)

V roce 1594 byl Hieronymus ve Francii jmenován královským dvorním malířem. Zakázky pro francouzský dvůr dostával již před tímto datem. V průběhu své kariéry pracoval pro mnoho králů a královen, včetně Louise de Lorraine (1578, 1587 a 1588), francouzského krále Jindřicha III. (1583), pro královnu Matky Kateřinu Medicejskou (1586, 1600) a 1603), pro Jindřicha IV. (1603 a 1610) a pro Marii Medicejskou (1603). Ke konci svého života, v roce 1607, byl Hieronymus povýšen do šlechtického stavu a od té doby používal titul „nobleman,peintre du roy“ („šlechtic, malíř krále“).
Hieronymus Francken I. byl učitelem Abrahama Bloemaerta během Bloemaertova krátkého pobytu v Paříži a Fontainebleau od roku 1581 do roku 1583.

## Dílo
Hieronymus Francken I. maloval obrazy s náboženskou tematikou, které byly idealistické a plně v souladu s vkusem 16. století. Maloval také alegorická díla či kompozice s dvorskými tématy. Spolu s dílem Lodewijka Toeputa tyto kompozice s elegantními skupinami tančících postav, hudebníků a dvořanů u něho předjímají vývoj tohoto žánru v 17. století, pokračující zejména v díle jeho synovce Franse Franckena II.
Maloval také portréty. Zachoval se jeho autoportrét a autoportréty vkládal také do svých historických obrazů. V roce 1602 vytvořil Hieronymus skupinový portrét osob z vyšších kruhů, obchodníků, městských důstojníků a radních v Paříži (pravděpodobně zničeno v roce 1871).
Jeho obrazy jsou v elegantním manýristickém stylu a spojují prvky antverpského, italského (zejména benátského) a francouzského stylu, i když nejvýraznější je vliv Fontainebleau.
Hieronymus byl pro své anatomické kresby velmi uznávaný, což potvrzuje série tisků Philipa Galleho publikovaná pod názvem Instruction et fondements de bien pourtraire. Pravděpodobně vytvořil i jiné návrhy pro tisky. Podepsaný je návrh Nechte maličkých přijíti ke mně, rytcem byl Peeter Baltens, ale žádný jiný jeho návrh tisku se nedochoval.

## Galerie

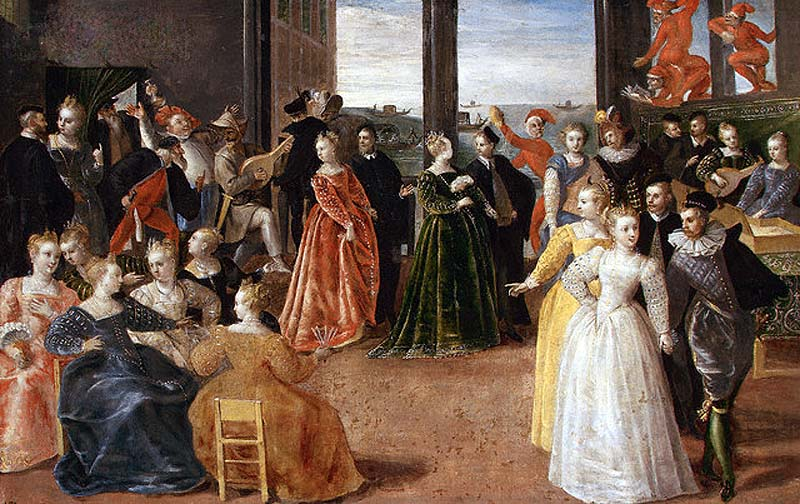
Karneval v Benátkách (kolem 1565)
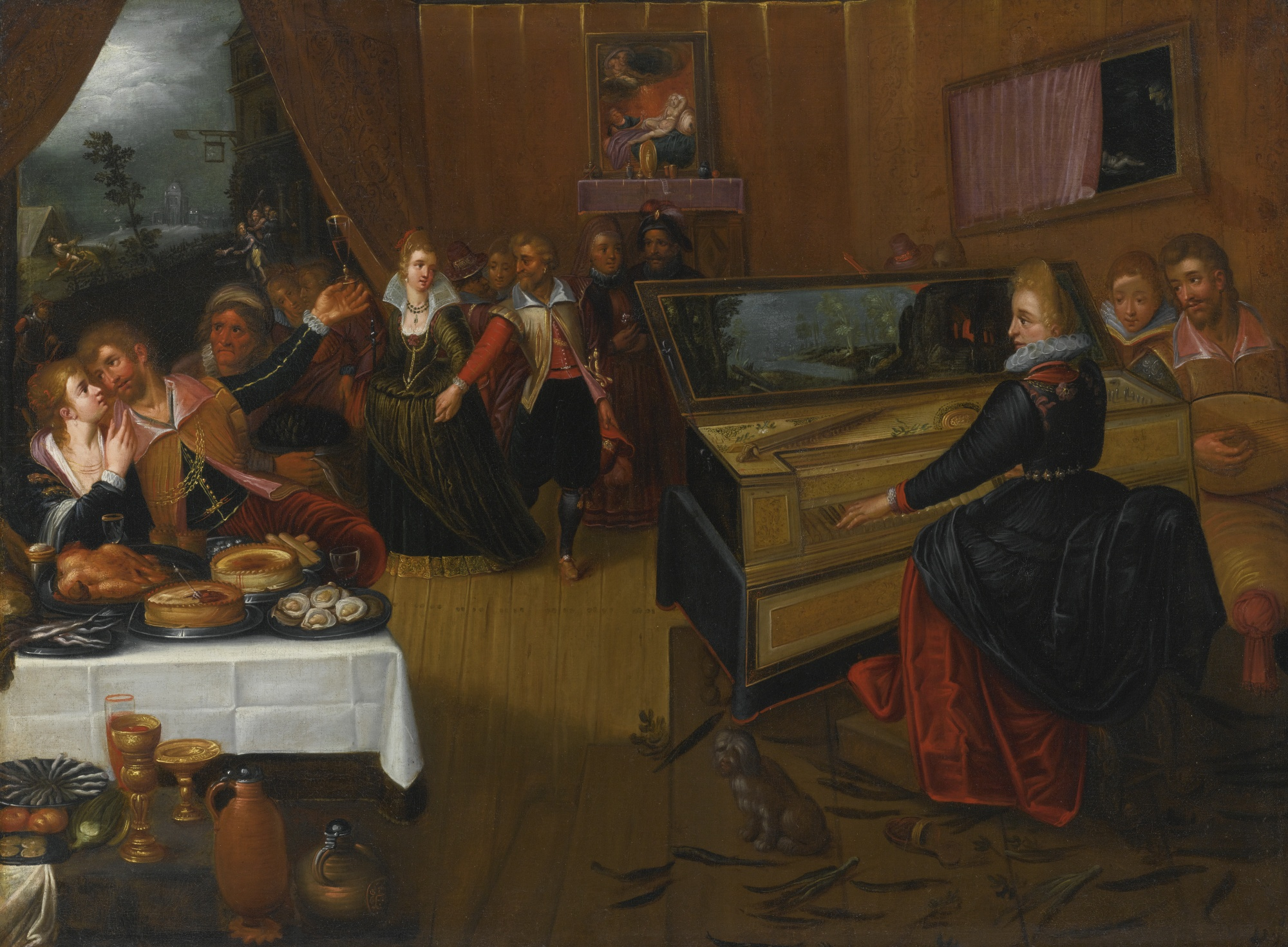
Scéna z banketu, alegorie o lásce a chtíči (mezi lety 1555-1610)
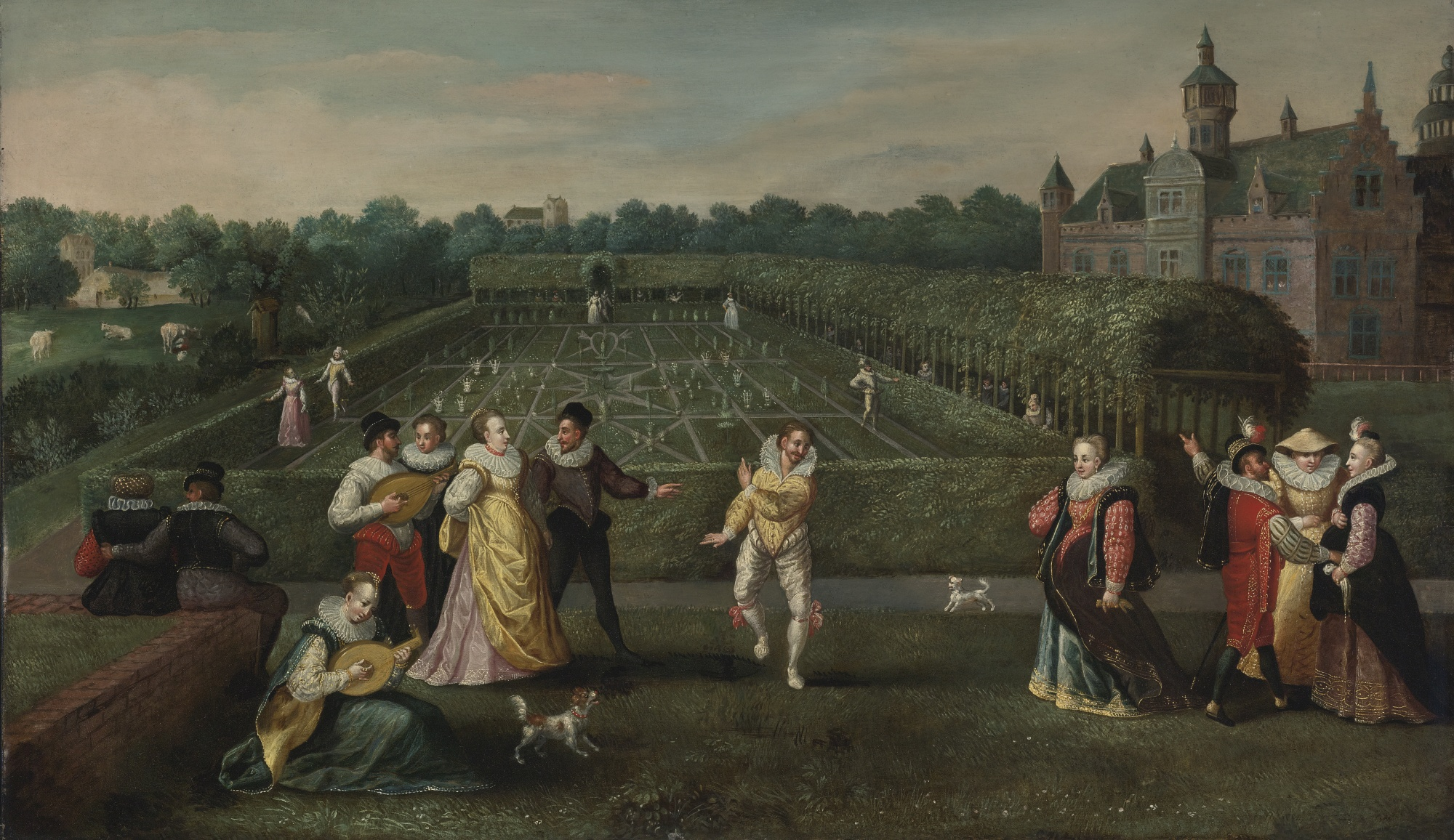
Procházka dvořanů v zahradě (kolem 1610)